# Roberto di Alife
Roberto di Alife (1065 circa – 1115) è stato un nobile normanno.
Membro della famiglia normanna dei Drengot Quarrel, ereditò dal padre Rainulfo il dominio di Alife, Caiazzo, Telese e Sant'Agata de' Goti, dei quali fu poi riconosciuto conte. Il suo governo iniziò nel 1087. Sposò Gaitelgrima, nobildonna di origine longobarda.
Ritratto in due miniature coeve, di lui restano una dozzina di documenti redatti nei territori di suo dominio; talvolta cronache e documenti lo vedono presente a Capua e a Benevento. È ricordato ancora oggi per la traslazione delle reliquie di san Menna dal Taburno a Sant'Agata de' Goti, dove fece edificare la nuova chiesa intitolata a San Menna; per l'occasione commissionò la storia del Santo e una memoria scritta a Leone Marsicano. 
Nel 1094 restituiva il monastero di S. Maria in Cingla a Montecassino, donazione confermata qualche anno dopo.
Furono suoi figli Rainulfo, che gli subentrò alla morte (1115), Riccardo di Ravecanina, Gaitelgrima e Bansolino.